# Colcapirhua
Colcapirhua – miasto w Boliwii, położone w środkowej części departamentu Cochabamba.

## Opis
Miejscowość została założona 15 kwietnia 1985 roku. W mieście znajduje się węzeł drogowy-RP i RP4.

## Demografia
.